# ジョロウグモ
ジョロウグモ（女郎蜘蛛、上臈蜘蛛、学名: Trichonephila clavata）は、クモ目ジョロウグモ科ジョロウグモ属に属するクモである。夏から秋にかけて、大きな網を張るクモである。大型の造網性のクモで、コガネグモと共に非常によく知られたクモである。コガネグモと混同されることが多いが、系統的にはやや遠いとされる。コガネグモよりはるかに大きくて複雑な網を張り、網の糸は黄色を帯びてよく目立つ。
和名は女郎に由来すると一般的には考えられているが、一方で上臈（じょうろう）から来ているとも言われている。

## 形態
性的二形が大きく、成体の体長は雌で17〜30mmなのに対して、雄では6〜10mmと雌の半分以下である。形はほぼ同じで、腹部は幅の狭い楕円形で歩脚は細長い。成熟した雌の腹部には幅広い黄色と緑青色の横縞模様があるのが特徴であり、腹部下面に鮮紅色の紋がある。ただし、成熟する寸前までは雄のような斑模様が見られる。雄は雌に比べて小さく、色も褐色がかった黄色に濃色の縦じま混じりの複雑な模様がある。歩脚は暗い褐色に黄色の帯が入る。
幼体と亜成体は複雑な斑模様を持つ。

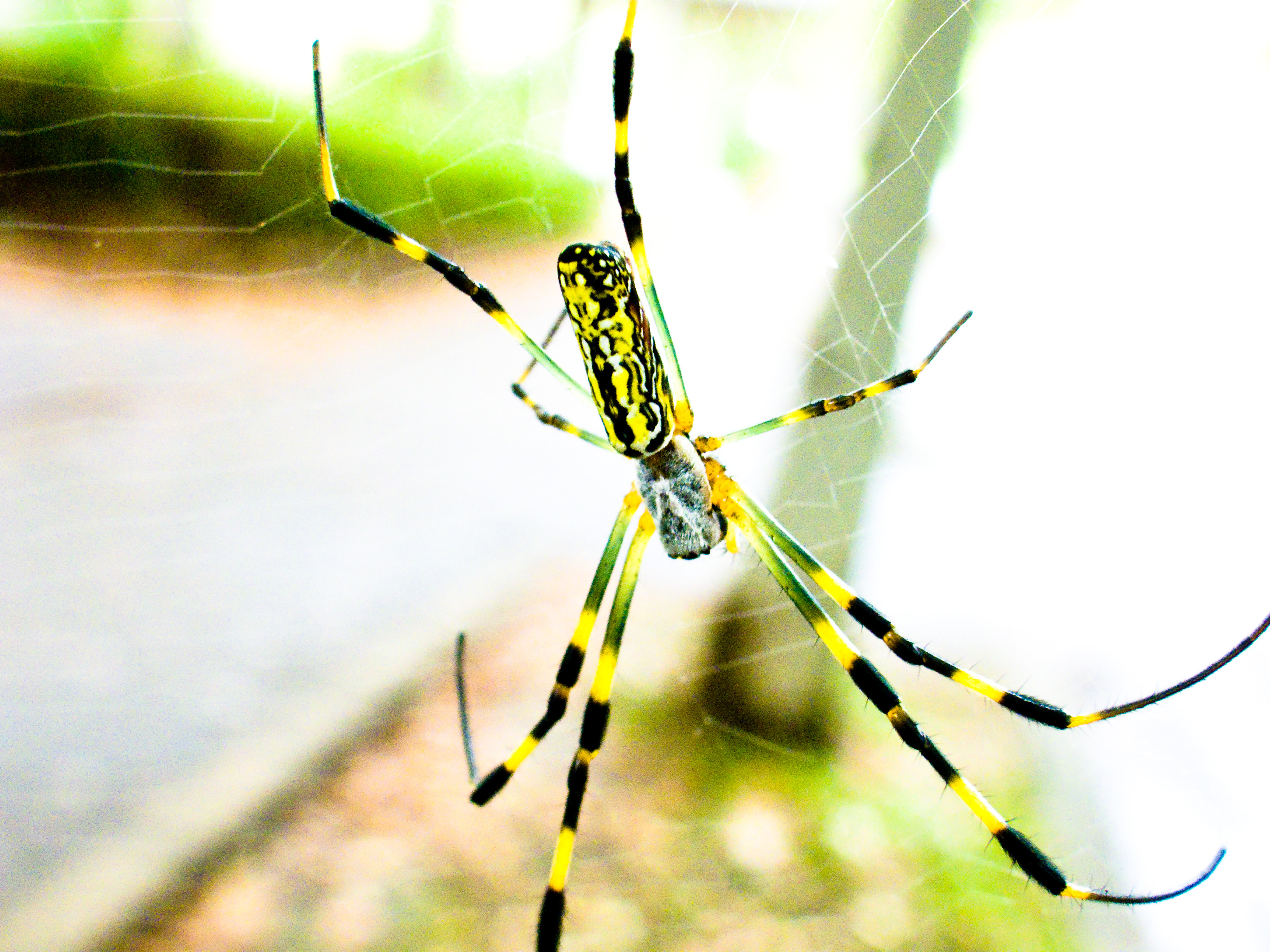
亜成体（雌）
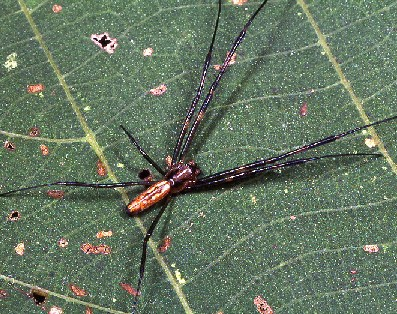
成体（雄）

## 生態など

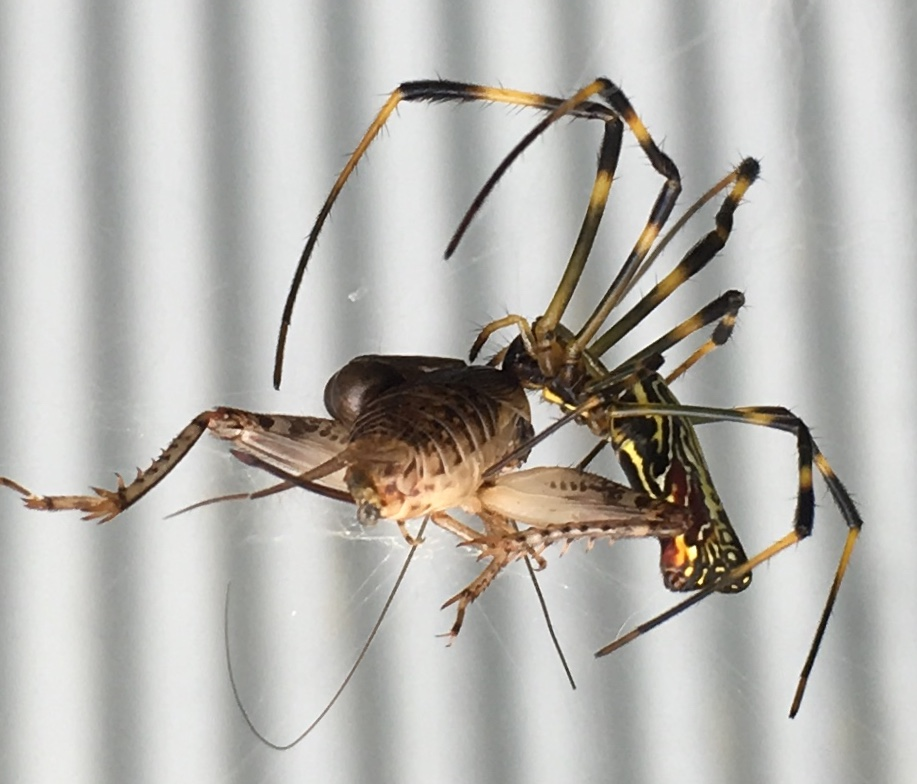
コオロギを捕食するジョロウグモ

春に孵化し、雄で7回ほど、雌で8回ほど脱皮を繰り返して成体となる。成熟期は9〜10月ごろで、この時期に交尾が行われる。交尾は雌の脱皮直後や食餌中に行われる。これは、交尾時に雌が雄を捕食してしまう危険があるため。10〜11月ごろに産卵、樹木や建物等に白色の卵嚢をつくり、卵で冬を越す。幼体は春に孵化し、まどいと呼ばれる集団生活を送った後、糸を使って飛んで行くバルーニングを行う。
造網性のクモで、垂直円網を張るが、その構造は特殊で、通常のそれより複雑になっている。それについては後述する。クモは網の中央に常時滞在している。網は全体を張り替えることはあまりせず、通常は壊れたところなど、部分的に張り替える。
視覚はあまりよくないため、巣にかかった昆虫などの獲物は、主に糸を伝わる振動で察知するが、大型の獲物は巣に近づいて来る段階で、ある程度視覚等により捕獲のタイミングを整え、捕獲している。巣のどこにかかったのか、視覚では判別しづらいため、巣の糸を時々足で振動させて、そのエコー振動により、獲物がどこに引っかかっているのか調べて近づき、捕獲している。捕獲された獲物は、毒などで動けないよう処置をされたあと、糸で巻かれて巣の中央に持っていかれ吊り下げられ、数日間かけて随時捕食される。獲物は多岐にわたり、バッタ類、コオロギ、トンボ、カマキリ、大型のセミやスズメバチなども捕食する。捕食は頭から食べていることが多い。成体になれば、人間が畜肉や魚肉の小片を与えてもこれも食べる。

### ジョロウグモの網

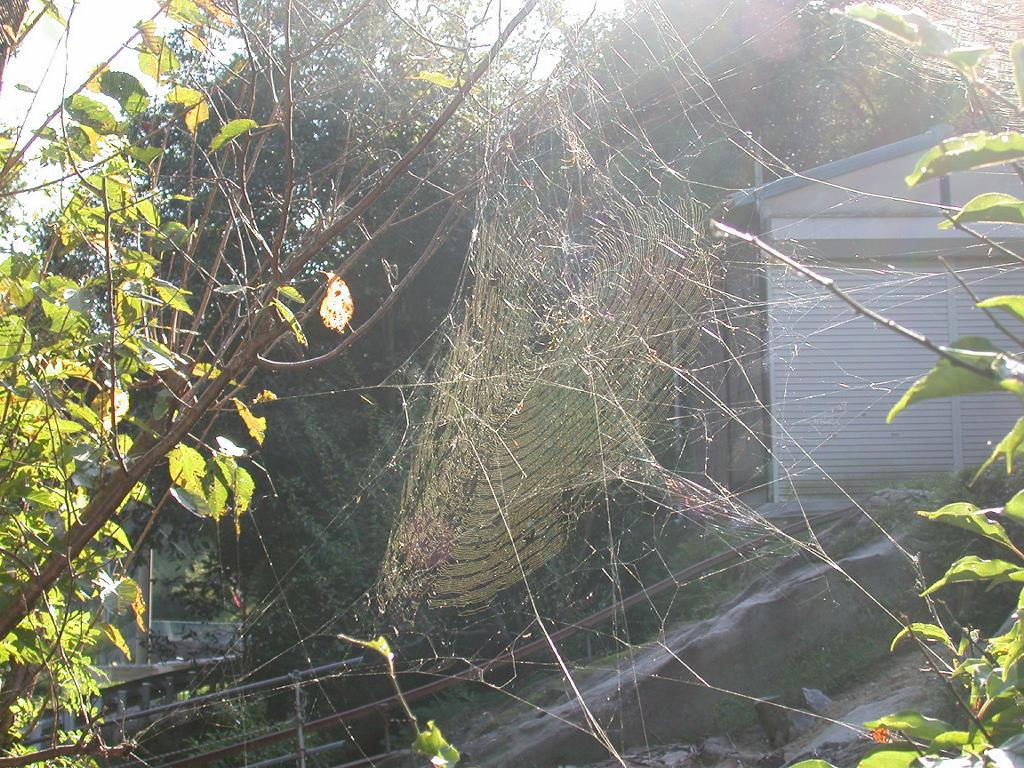
ジョロウグモの網全景

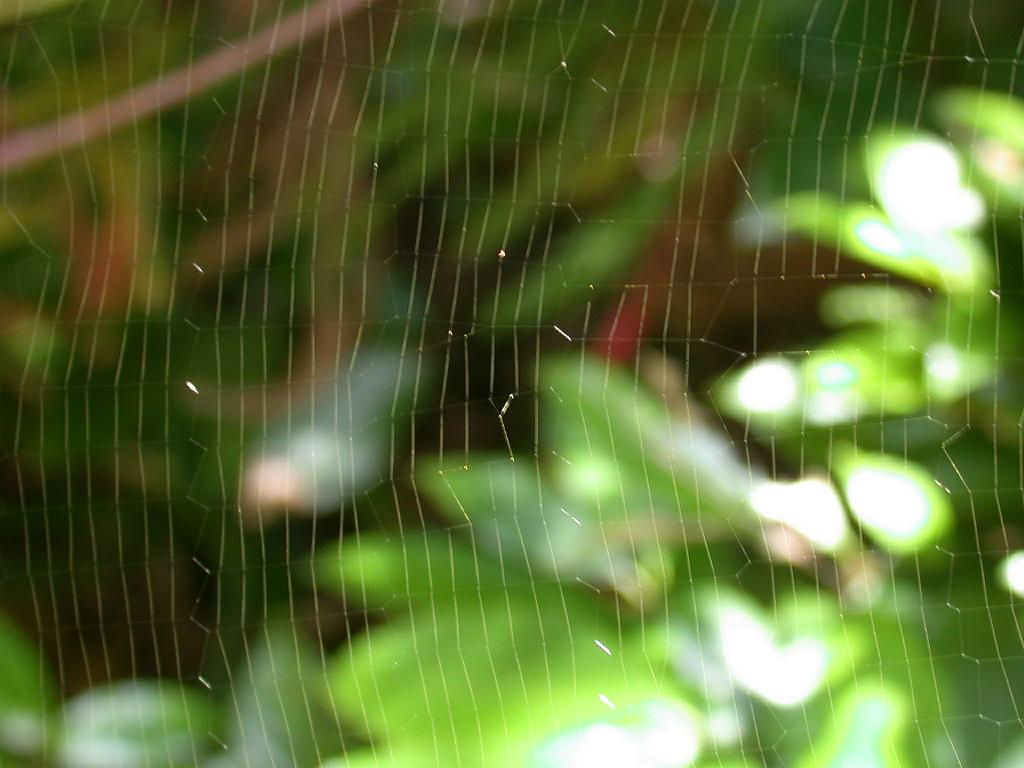
網目の一部

ジョロウグモの網は、とても大きく、直径1mくらいのものもある。横糸が黄色いので、光が当たると金色に光って見える。
ジョロウグモの網は、いわゆるクモの網として、普通に知られている網の形、円網の一種だが、特殊な部分がたくさんある。円網は、ふつう、外側に「枠糸」があり、その枠の中に、中心から放射状にのびた「縦糸」と、同心円を描くように（実際には螺旋）張られた「横糸」からなり、横糸に粘液がついているものである。隣り合った縦糸の間の空間は扇形になり、そこに張られる横糸は、当然ながら中心から遠いほど長くなる。ところが、ジョロウグモの網の場合、それぞれの縦糸間の横糸の長さが、中心近くでも、外側でもそれほど変わらない。これは、ジョロウグモの一部の縦糸が、外に行くにつれて二又に枝分かれするように張られているからである。
横糸は黄色で、5〜7本おきに間隔が開いている。横糸の間隔をよく見ると、透明なジグザグの横糸が入っている。これは、横糸を張る前に張られる足場糸が残っているためである。このジグザグ模様は作りたての新しい網にははっきりと見て取れるが、古くなり形が崩れると、ただの格子模様になってしまう。横半分だけを作り直す習性もあり、このため、左右で模様が若干異なる網も見られる。また、上の方に、横糸の張られていない縦糸の間がある。つまり、ジョロウグモは、横糸を張るときにぐるぐる回るのではなく、往復運動だけで横糸を張る。しかも、下の方で往復を繰り返すので、網全体は下へ伸びた形になっている。
網全体を見れば、円網に近い中心の網の前後に、立体的な補助の網を持っているのも特徴。

### 配偶行動に関して
雄は雌の成熟前から雌の網に居候し、交接のタイミングを待つ。交接の80%以上は雌の最終脱皮をしている間に行われ、それ以外では雌の摂食時に行われる。これらの時期は、雌の攻撃性が弱くなっているため、雄も安全に交接を行える。
他方で複数の雄と交接した雌では、その卵塊の80％が最初に交接した雄の精子で受精したものであることがわかっており、雌が成体になる最終脱皮を交接の機会とすることはその意味でも有効である。
雌の網には複数の雄が見られるが、これらの雄の間で闘争が行われることも知られる。先入の雄はそれ以降に侵入しようとする雄を排除しようと行動し、体格が違う場合は大きい方が勝つ。同程度の場合、闘争が激化し、噛み付くことで足を奪われる雄が珍しくない。闘争の結果振り落とされた雄が網に引っかかり、それを雌が食べてしまう例も見られる。
またジョロウグモでは、交接した雄がそのまま網に居残ることが知られる。これはより多くの子孫を残すため、交接相手の雌と他の雄との交接を防ぐ目的での行動と考えられている。
同属の別種では雄は1頭の雌との交接で全精子を消費することが知られている。本種もそうであれば、交接した雄が他の雌を探しに行く意義はなくなる。

### ジョロウグモをめぐる動物群集
ジョロウグモの網の端の方や前後の補助の網に、仁丹のような銀色の粒の形のクモが見つかることがある。これは、シロカネイソウロウグモ (Argyrodes bonadea) といい、網に捕らえられたジョロウグモが相手にしないような小さな昆虫を拾って食べているとも言われている。南の地域では、一回り大きくて朱色のアカイソウロウグモ (Argyrodes miniaceus) も見掛ける。
また、枠糸の間に小さなアシナガグモの幼虫が網を張ることがある。小型のクモは狭いところでしか網を張れないから、枠糸を利用すれば広い空間に出ることができる。つまり、ジョロウグモの網が小型のクモのための足場として利用されている。
ジョロウグモの摂食中の餌には、小さなハエが集まって、クモの反対側から餌をしゃぶっているのを見掛けることもある。

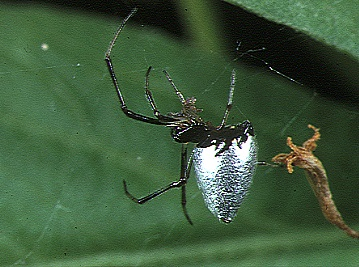
シロカネイソウロウグモ♀ Argyrodes bonadea
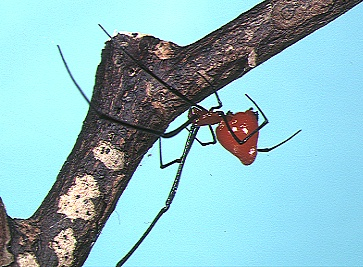
アカイソウロウグモ♀ Argyrodes miniaceus

### 毒性について
ジョロウグモは JSTX-3 という毒を持っており、興奮性神経の伝達物質であるグルタミン酸を阻害する性質がある。ただし、一匹がもつ毒の量は微量であり、人が噛まれたとしても機械的障害もない場合がほとんどである。

## 分布
日本では本州（主に青森県津軽地方）から九州では普通種だが、南西諸島では沖縄本島北部までに知られる。国外ではインド、台湾、中国、朝鮮に分布する。2010年代からジョージア州などアメリカ合衆国南東部の一部の地域に外来種として侵入定着していることが報告されている。
日本のジョロウグモ属のクモとしては、南西諸島以南にさらに大きなオオジョロウグモ (Nephila pilipes) が生息する。

## ジョロウグモとコガネグモ
かなり多くの地方で、ジョロウグモと同様に黄色の斑紋を持つ大型のコガネグモ類（コガネグモ科）も含めて「ジョロウグモ」と呼んでいるので注意を要する。次のように違いははっきりしているので、見分けるのは簡単である。
ジョロウグモ
夏以降に成熟し、秋に産卵する。網は大きくて下に長い馬蹄形。腹部は長い楕円形で、黄色と灰青色の横帯模様。隠れ帯はつけないことが多い。稀に直線状の隠れ帯をつけることがある。
コガネグモ
初夏から夏にかけて成熟し、卵を産んで死んでしまう。網は標準的な円網で、そこにX形または楕円形の白い帯（隠れ帯）をつける。腹部は丸みを帯びた五角形に近く、黄色と黒の横帯模様。なお、コガネグモには数種の近似種がいる。
文献には、「ジョロウグモ」の名は江戸時代から見られ、方言や誤用を含め、以下のような種を表していた。『和漢三才図会』の「ぢょらうぐも」は、内容や漢訳「絡新婦」からして Trichonephila clavata のこととされるが、他には Argiope（コガネグモ属）と思われる記載がされた文献もある。

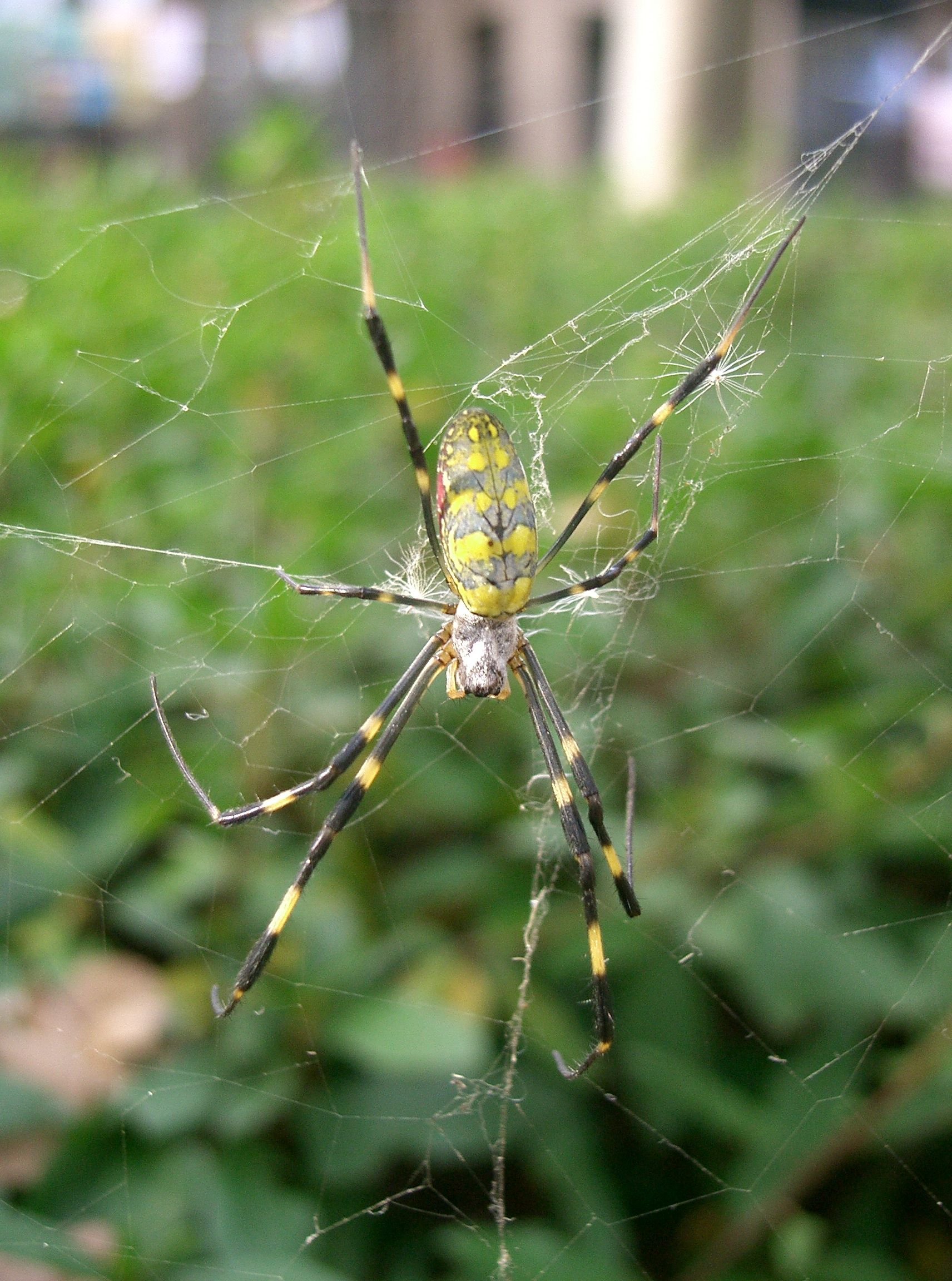
ジョロウグモ Trichonephila clavata
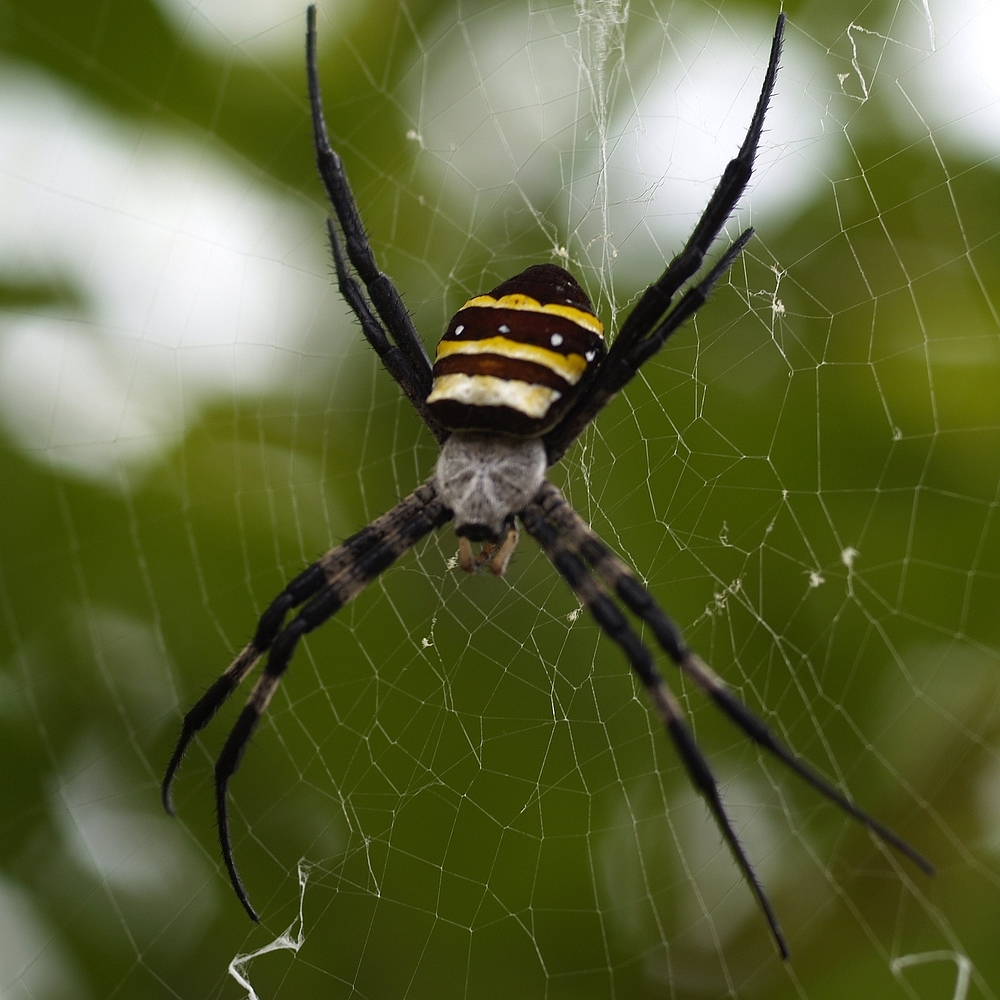
コガネグモ Argiope amoena
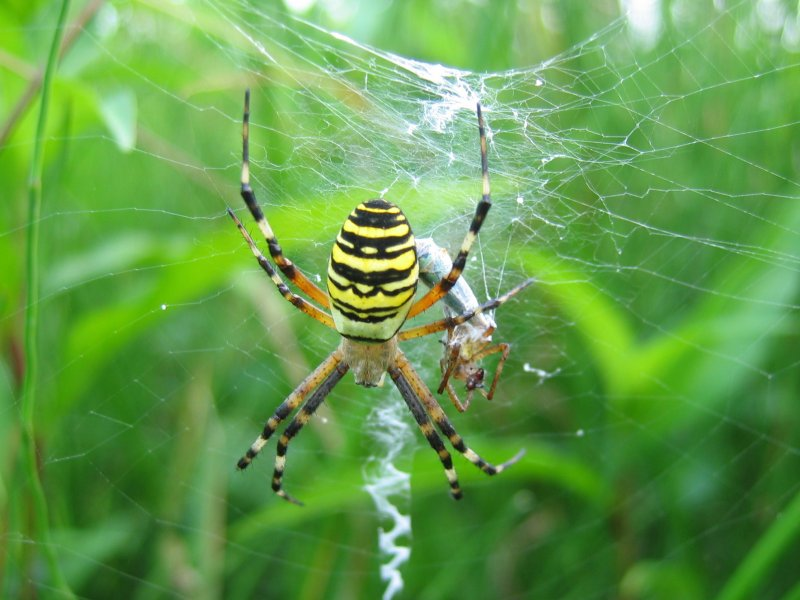
ナガコガネグモ Argiope bruennichii
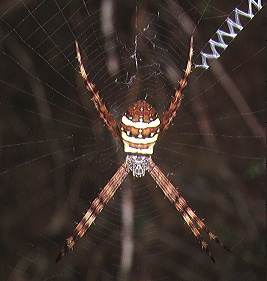
コガタコガネグモ Argiope minuta（まれ）
- チュウガタコガネグモ Argiope boesenbergi（まれ）

1907年、岸田久吉は Nephila clavata にジョロウグモの和名を当てた。しかし1916年、山鳥吉五郎は Argiope bruennichii（現在の和名はナガコガネグモ）がジョロウグモであるとした。最終的に岸田の命名が広まり、現在に至る。
- ジョロウグモ
Trichonephila clavata
- コガネグモ
Argiope amoena
- ナガコガネグモ
Argiope bruennichii
- コガタコガネグモ
Argiope minuta

## その他
- 全日本女郎ぐも相撲大会。高知県四万十市で毎年8月第1土曜日に行われている虫相撲行事。「女郎ぐも」というが、使用されるクモはコガネグモである。